# ハラレドリームパーク
ハラレドリームパーク（英語: Harare Dream Park）は、アフリカ・ジンバブエ共和国の首都ハラレにある同国初の本格的な野球場である。日本人によって寄付された約1000万円により建てられた。天然芝球場であり、芝生、バックネット、マウンド、フェンス、ダグアウト等が完備されている。ジンバブエ国内唯一のでは本格的な野球場であるため、周辺都市から小学生野球・ソフトボールチームから国家代表チームに至るまでがこの球場を利用している。